# La Roque-sur-Cèze
La Roque-sur-Cèze là một xã trong vùng Occitanie. Xã La Roque-sur-Cèze nằm ở khu vực có độ cao trung bình 132 mét trên mực nước biển.